# ANKRD23
ANKRD23 (англ. Ankyrin repeat domain 23) – білок, який кодується однойменним геном, розташованим у людей на короткому плечі 2-ї хромосоми.  Довжина поліпептидного ланцюга білка становить 305 амінокислот, а молекулярна маса — 34 297.
| 10         |  | 20         |  | 30         |  | 40         |  | 50         |
| ---------- |  | ---------- |  | ---------- |  | ---------- |  | ---------- |
| MDFISIQQLV |  | SGERVEGKVL |  | GFGHGVPDPG |  | AWPSDWRRGP |  | QEAVAREKLK |
| LEEEKKKKLE |  | RFNSTRFNLD |  | NLADLENLVQ |  | RRKKRLRHRV |  | PPRKPEPLVK |
| PQSQAQVEPV |  | GLEMFLKAAA |  | ENQEYLIDKY |  | LTDGGDPNAH |  | DKLHRTALHW |
| ACLKGHSQLV |  | NKLLVAGATV |  | DARDLLDRTP |  | VFWACRGGHL |  | VILKQLLNQG |
| ARVNARDKIG |  | STPLHVAVRT |  | RHPDCLEHLI |  | ECGAHLNAQD |  | KEGDTALHEA |
| VRHGSYKAMK |  | LLLLYGAELG |  | VRNAASVTPV |  | QLARDWQRGI |  | REALQAHVAH |
| PRTRC      |  |            |  |            |  |            |  |            |

A: Аланін

C: Цистеїн

D: Аспарагінова кислота

E: Глутамінова кислота

F: Фенілаланін

G: Гліцин

H: Гістидин

I: Ізолейцин

K: Лізин

L: Лейцин

M: Метіонін

N: Аспарагін

P: Пролін

Q: Глутамін

R: Аргінін

S: Серин

T: Треонін

V: Валін

W: Триптофан

Задіяний у такому біологічному процесі як альтернативний сплайсинг. 
Локалізований у ядрі.